# Весёловский район (Ростовская область)
Весёловский райо́н — административно-территориальная единица и муниципальное образование (муниципальный район) в составе Ростовской области Российской Федерации.
Районный центр — посёлок Весёлый. Расположен в 100 км от города Ростова-на-Дону и в 55 км от ближайшей железнодорожной станции Мечётинская.

## История
Район образован в 1935 году в связи с разукрупнением районов Азово-Черноморского края. На основании Указа Президиума Верховного Совета РСФСР от 1 февраля 1963 года был ликвидирован, территория разделена между Зерноградским и Семикаракорским районами. В 1978 году образован вновь за счет части территории Багаевского и Семикаракорского районов.

## География
Весёловский район расположен в центральной части Ростовской области на судоходном притоке Дона — реке Маныч, на берегу Весёловского водохранилища. Территория района — 1355 км².
Рекой Маныч район разделен на две части, одна из которых относится к Европе, другая — к Азии. В 2016 году такое уникальное географическое положение было отмечено мемориальной стелой, установленной на съезде с плотины к хутору Спорный.

## Административное деление
В состав Весёловского района входят 4 сельских поселения:
1. Верхнесолёновское сельское поселение (хутор Верхнесолёный; хутор Кирпичный; хутор Ленинский; хутор Малая Балабинка; хутор Маныч-Балабинка; хутор Нижнесолёный; хутор Новосёловка; посёлок Новый; посёлок Полевой; хутор Рассвет; посёлок Садковский; посёлок Северный; хутор Спорный; посёлок Средний Маныч; хутор Цугейкин; посёлок Чаканиха)
2. Весёловское сельское поселение (посёлок Весёлый; хутор Верхний Хомутец; хутор Каракашев; хутор Проциков)
3. Краснооктябрьское сельское поселение (хутор Красный Октябрь; хутор Казачий; хутор Красный Маныч; хутор Показатель; хутор Прогресс)
4. Позднеевское сельское поселение (хутор Позднеевка; хутор Красное Знамя; хутор Красный Кут; хутор Малая Западенка; хутор Свобода)

## Население
| 2002    | 2009    | 2010    | 2011    | 2012    | 2013    | 2014    | 2015    | 2016    |
| ------- | ------- | ------- | ------- | ------- | ------- | ------- | ------- | ------- |
| 26 564  | ↘25 858 | ↗26 165 | ↘26 138 | ↘25 944 | ↘25 876 | ↘25 731 | ↘25 697 | ↘25 597 |
| 2017    | 2018    | 2019    | 2020    | 2021    |         |         |         |         |
| ↘25 506 | ↘25 384 | ↘25 121 | ↘24 937 | ↗25 847 |         |         |         |         |

Национальный состав
По итогам переписи населения 2020 года проживали следующие национальности (национальности менее 0,1 % и другое см. в сноске к строке «Другие»):
| Национальность  | Численность, чел. | Доля     |
| --------------- | ----------------- | -------- |
| Русские         | 20 764            | 81,94 %  |
| Турки           | 1074              | 4,24 %   |
| Корейцы         | 765               | 3,02 %   |
| Армяне          | 506               | 2,00 %   |
| Украинцы        | 302               | 1,19 %   |
| Цыгане          | 236               | 0,93 %   |
| Табасараны      | 191               | 0,75 %   |
| Крымские татары | 148               | 0,58 %   |
| Татары          | 93                | 0,37 %   |
| Азербайджанцы   | 81                | 0,32 %   |
| Другие          | 1181              | 4,66 %   |
| Итого           | 25 341            | 100,00 % |

## Известные люди
- Думенко, Борис Мокеевич (1888—1920)  — организатор и командир 1-го сводного кавалерийского корпуса РККА.
- Огнев, Евдоким Павлович (1887—1918) — комендор крейсера «Аврора», совершивший первый холостой выстрел 25 октября 1917 года.
- Сорокин, Николай Евгеньевич (1952—2013) — народный артист России, художественный руководитель РАТД им. М. Горького, депутат Государственной думы РФ III созыва.

## Экономика
Основной отраслью экономики района является сельское хозяйство, в котором ежегодно производится 80-90 тысяч тонн зерна, а также подсолнечник и овощи. Сельхозугодий в районе — 104365 га. Пашня составляет 87209 га, в том числе 22 тыс. га — орошаемые земли.
На территории района находятся 12 сельхозпредприятий, 204 крестьянских (фермерских) хозяйства, 6 подсобных предприятий. Развивается перерабатывающая промышленность на базе хозяйств, предприятий и организаций всех форм собственности.

## Достопримечательности
- Памятники В. И. Ленину в Весёловском районе установлены в хуторе Красный Октябрь. Казачий, на центральной площади поселка Веселый.

В районе установлено 25 скульптурных памятников на захоронениях воинов, погибших в годы Великой Отечественной войны.
Памятники археологии Веселовского района:
- Курганная группа «Веселый I» (2 кургана).
- Курган «Веселый III».
- Поселение «Таловое I».
- Курганная группа «Верхний Хомутец I» (8 курганов).
- Курганная группа «Каракашев I» (21 курган).

Всего в Веселовском районе к памятникам археологии отнесено 209 курганов, курганных групп и селений.
- Церковь великомученика и целителя Пантелеимона в хуторе Позднеевка.
- Церковь Екатерины в хуторе Верхне-Соленый.
- Церковь Успения Пресвятой Богородицы в поселке Веселый[20].

В поселке Веселый до октябрьской революции было несколько действующих православных храмов. В разное время они были снесены. Ныне действующий храм Успения Пресвятой Богородицы построен в 1991 году по благословению митрополита Ростовского и Новочеркасского Владимира Сабодана.
- В хуторе Казачий установлен памятник «Всадники», посвящённый Б. М. Думенко и красным конникам. Авторы памятника — скульптор М. А. Дементьев и архитектор И. А. Жуков.
- Памятник матросу крейсера Аврора — Евдокиму Павловичу Огнёву в хуторе Красный Октябрь[21]. 25 октября (7 ноября) 1917 года в 21 час. 40 мин. по приказу комиссара А. В. Белышева Огнев произвёл холостой выстрел из бакового орудия, послуживший сигналом к штурму Зимнего дворца. Огнев похоронен в братской могиле в хуторе Казачий Хомутец[22].